# Feuchtgebiete um Bad Schussenried
Das Gebiet Feuchtgebiete um Bad Schussenried ist ein 2005 durch das Regierungspräsidium Tübingen nach der Richtlinie 92/43/EWG (Fauna-Flora-Habitat-Richtlinie) angemeldetes Schutzgebiet (Schutzgebietskennung DE-8024-341) im Südosten des deutschen Landes Baden-Württemberg. Mit Verordnung des Regierungspräsidiums Tübingen vom 5. November 2018 (in Kraft getreten am 11. Januar 2019), wurde das Schutzgebiet ausgewiesen. 

## Lage
Das rund 610 Hektar (ha) große Schutzgebiet Feuchtgebiete um Bad Schussenried gehört naturräumlich zum Oberschwäbischen Hügelland. Seine sieben Teilgebiete liegen um Bad Schussenried im Landkreis Biberach sowie bei Aulendorf und Bad Waldsee im Landkreis Ravensburg.

## Beschreibung
Das Schutzgebiet Feuchtgebiete um Bad Schussenried wird mit „Nieder- und Hochmooren mit eutrophen Seen und Weihern im nahen Umkreis von Bad Schussenried als auch vielfältigen Verlandungsstadien der Weiher, Schwingrasen, Schilfröhrichte, Seggenrieder und Feuchtwiesen, sowie Erlen-, Moor- und Buchenwäldern im weiteren Umkreis“ beschrieben.

## Schutzzweck

### Lebensraumtypen
Folgende Lebensraumtypen nach Anhang I der FFH-Richtlinie kommen im Gebiet vor:
| EU Code | * | Lebensraumtyp (offizielle Bezeichnung)                                                              | Kurzbezeichnung                   |
| ------- | - | --------------------------------------------------------------------------------------------------- | --------------------------------- |
| 3150    |   | Natürliche eutrophe Seen mit einer Vegetation des Magnopotamions oder Hydrocharitions               | Natürliche nährstoffreiche Seen   |
| 6510    |   | Magere Flachland-Mähwiesen (Alopecurus pratensis, Sanguisorba officinalis)                          | Magere Flachland-Mähwiesen        |
| 7210    | * | Kalkreiche Sümpfe mit Cladium mariscus und Arten des Caricion davallianae                           | Kalkreiche Sümpfe mit Schneidried |
| 7220    | * | Kalktuffquellen (Cratoneurion)                                                                      | Kalktuffquellen*                  |
| 91D0    | * | Moorwälder                                                                                          | Moorwälder                        |
| 91E0    | * | Auenwälder mit Alnus glutinosa und Fraxinus excelsior (Alno-Padion, Alnion incanae, Salicion albae) | Auenwälder mit Erle, Esche, Weide |
| 9410    |   | Montane bis alpine bodensaure Fichtenwälder (Vaccinio-Piceetea)                                     | Bodensaure Nadelwälder            |

### Lebensraumklassen
|                                      |                                      |  |      |      |
| Laubwald                             | Laubwald                             |  | 21 % | 21 % |
| Mischwald                            | Mischwald                            |  | 19 % | 19 % |
| Nadelwald                            | Nadelwald                            |  | 25 % | 25 % |
| Feuchtes und mesophiles Grünland     | Feuchtes und mesophiles Grünland     |  | 18 % | 18 % |
| Binnengewässer, fließend und stehend | Binnengewässer, fließend und stehend |  | 4 %  | 4 %  |
| Moore, Sümpfe, Uferbewuchs           | Moore, Sümpfe, Uferbewuchs           |  | 7 %  | 7 %  |
| Trockengelegtes Grünland             | Trockengelegtes Grünland             |  | 3 %  | 3 %  |
| anderes Ackerland                    | anderes Ackerland                    |  | 3 %  | 3 %  |
|                                      |                                      |  |      |      |

### Arteninventar
Folgende Arten von gemeinschaftlichem Interesse kommen im Gebiet vor:
| Bild                       | EU Code | * | Art                        | wissenschaftlicher Name | Artengruppe |
| -------------------------- | ------- | - | -------------------------- | ----------------------- | ----------- |
| Vierzähnige Windelschnecke | 1013    |   | Vierzähnige Windelschnecke | Vertigo geyeri          | Schnecken   |
| Schmale Windelschnecke     | 1014    |   | Schmale Windelschnecke     | Vertigo angustior       | Schnecken   |
| Bauchige Windelschnecke    | 1016    |   | Bauchige Windelschnecke    | Vertigo moulinisana     | Schnecken   |
| Kammmolch                  | 1166    |   | Kammmolch                  | Triturus cristatus      | Amphibien   |
| Großes Mausohr             | 1324    |   | Großes Mausohr             | Myotis myotis           | Säugetiere  |
| Biber                      | 1337    |   | Biber                      | Castor fiber            | Säugetiere  |
| Gelber Frauenschuh         | 1902    |   | Gelber Frauenschuh         | Cypripedium calceolus   | Pflanzen    |
| Zierliche Tellerschnecke   | 4056    |   | Zierliche Tellerschnecke   | Anisus vorticulus       | Schnecken   |